# Apple iCar
El proyecto de automóvil eléctrico de Apple (cuyo nombre en clave es "Titán") es un proyecto de automóvil eléctrico en fase de investigación y desarrollo por parte de Apple Inc. Apple aún no ha hablado abiertamente de ninguna de sus investigaciones de autoconducción, pero se informó de que alrededor de 5000 empleados estaban trabajando en el proyecto a partir de 2018. En mayo de 2018, Apple se asoció con Volkswagen para producir una furgoneta autónoma de transporte de empleados basada en la plataforma de vehículos comerciales T6 Transporter. En agosto de 2018, la BBC informó que Apple tenía 66 automóviles sin conductor registrados en la carretera, con 111 conductores registrados para operar esos automóviles. En 2020, se cree que Apple sigue trabajando en el hardware, el software y el servicio relacionados con la autoconducción como un producto potencial, en lugar de los autos reales de la marca Apple. En diciembre de 2020, Reuters informó de que Apple estaba planeando una posible fecha de lanzamiento de 2024, pero el analista Ming-Chi Kuo afirmó que no se lanzaría antes de 2025 y podría no lanzarse hasta 2028 o más tarde.

## Historia

### 2014-2015
Se rumoreaba que el proyecto fue aprobado por el director ejecutivo de Apple, Tim Cook, a finales de 2014 y asignado al vicepresidente Steve Zadesky, un ex ingeniero de Ford , como responsable del proyecto. Para el proyecto, se rumoreaba que Apple había contratado a Johann Jungwirth, ex presidente y director ejecutivo de Mercedes-Benz Research and Development North America, así como al menos un ingeniero de transmisión.
En febrero de 2015, se rumoreaba que un número considerable de empleados de Apple estaban trabajando en un proyecto de coche eléctrico, y Apple también contrataba nuevos empleados para el proyecto. Los informes de febrero de 2015 indicaron que la empresa había estado ofreciendo incentivos a los empleados de Tesla para que se unieran a Apple. En febrero de 2015, The Wall Street Journal informó que el producto se parecería más a una minivan que a un automóvil, y The Sydney Morning Herald dijo en ese momento que la producción podría comenzar en 2020.
En febrero de 2015, el miembro de la junta directiva de Apple, Mickey Drexler, declaró que el cofundador y director ejecutivo de Apple, Steve Jobs, tenía planes de diseñar y construir un automóvil, y que las discusiones sobre el concepto surgieron cuando Tesla Motors debutó con su primer automóvil en 2008. En noviembre de 2015, el ex vicepresidente senior del iPod de Apple, Tony Fadell, confirmó que Steve Jobs estaba interesado en un automóvil de Apple en 2008, poco después de que se presentara el iPhone original. En mayo de 2015, el inversor de Apple Carl Icahndeclaró que creía en los rumores de que Apple entraría en el mercado del automóvil en 2020, y que lógicamente Apple vería este coche como "el dispositivo móvil definitivo".
En agosto de 2015, The Guardian informó que Apple se estaba reuniendo con funcionarios de GoMentum Station, un campo de pruebas para vehículos conectados y autónomos en la antigua Concord Naval Weapons Station en Concord, California. En septiembre de 2015, hubo informes de que Apple se estaba reuniendo con expertos en vehículos autónomos del Departamento de Vehículos Motorizados de California. Según The Wall Street Journal en septiembre de 2015, será un vehículo eléctrico de batería, que inicialmente carecerá de conducción totalmente autónoma, capacidad, con una posible presentación alrededor de 2019.
En octubre de 2015, Tim Cook declaró sobre la industria del automóvil que: "Parece que habrá un cambio masivo en esa industria, un cambio masivo. Puede que no estés de acuerdo con eso. Eso es lo que creo ..." Veremos qué lo hacemos en el futuro. Creo que la industria se encuentra en un punto de inflexión para un cambio masivo ". Cook enumeró las formas en que los descendientes modernos del Ford Modelo T se verían sacudidos hasta el mismo chasis: la creciente importancia del software en el automóvil del futuro, el aumento de vehículos autónomos, y el cambio de un motor de combustión interna a la electrificación.
En noviembre de 2015, varios sitios web informaron que se sospechaba que Apple Front SixtyEight Research había asistido a una conferencia de carrocería en Europa. También en noviembre de 2015, después de que la empresa desconocida de vehículos eléctricos, Faraday Future, anunciara un proyecto de fábrica de mil millones de dólares estadounidenses, algunos especularon que en realidad podría ser una fachada para el proyecto secreto de Apple. A finales de 2015, Apple contrató a Torc Robotics para modernizar dos SUV Lexus con sensores en un proyecto conocido internamente como Baja.

### 2016
En 2016, el director ejecutivo de Tesla Motors, Elon Musk, declaró que Apple probablemente fabricará un coche eléctrico atractivo: "Es bastante difícil ocultar algo si contratas a más de mil ingenieros para hacerlo". En mayo de 2016, hubo informes que indicaban que Apple estaba interesada en las estaciones de carga de automóviles eléctricos.
El Wall Street Journal informó el 25 de julio de 2016 que Apple había convencido al ejecutivo senior retirado de ingeniería de hardware Bob Mansfield para que regresara y se hiciera cargo del proyecto Titan. Unos días después, el 29 de julio, Bloomberg Technology informó que Apple había contratado a Dan Dodge, el fundador y ex director ejecutivo de QNX ,la división de software automotriz de BlackBerry Ltd. Según Bloomberg , la contratación de Dodge anunció un cambio de énfasis en el Proyecto Titan de Apple, en el que la compañía dará prioridad a la creación de software para vehículos autónomos. Sin embargo, la historia decía que Apple continuaría desarrollando un vehículo propio. El 9 de septiembre, The New York Times informó de docenas de despidos en un esfuerzo por reiniciar, presumiblemente de un equipo que todavía cuenta con alrededor de 1,000.
La semana siguiente, surgieron informes de que Magna International, un fabricante de vehículos por contrato, tenía un pequeño equipo trabajando en el laboratorio de Apple en Sunnyvale.

### 2017
Después de un período sin nuevos informes, las noticias del proyecto de automóviles volvieron a estallar a mediados de abril de 2017, cuando se corrió la voz de que a Apple se le permitió probar vehículos autónomos en las carreteras de California. A mediados de junio, Tim Cook en una entrevista con Bloomberg TV dijo que Apple se estaba "centrando en sistemas autónomos" pero no conduciendo necesariamente a un producto de automóvil Apple real, dejando especulaciones sobre el papel de Apple en la convergencia de tres "vectores disruptivos de cambio ": sistemas autónomos, vehículos eléctricos y servicios de viajes compartidos.
A mediados de agosto, varias fuentes informaron que el proyecto del automóvil se estaba enfocando en sistemas autónomos, ahora se espera que pruebe su tecnología en el mundo real utilizando un servicio de transporte entre campus operado por la compañía entre el campus principal de Infinite Loop en Cupertino y varios Silicon Valley. oficinas, incluido el nuevo Apple Park. Luego, a fines de agosto, alrededor de 17 ex miembros del equipo Titan, ingenieros de frenos y suspensión con experiencia en Detroit, fueron contratados por la startup de vehículos autónomos Zoox.
Los informes de octubre de 2016 afirmaron que el proyecto Titan tiene una fecha límite de 2017 para determinar su destino: demuestre su practicidad y viabilidad, establezca una dirección final.
En noviembre de 2017, los empleados de Apple Yin Zhou y Oncel Tuzel publicaron un artículo sobre VoxelNet, que utiliza una red neuronal convolucional para detectar objetos tridimensionales utilizando lidar.
El sitio web de transporte/tecnología Jalopnik informó a fines de noviembre que Apple estaba reclutando ingenieros de pruebas automotrices y talento tecnológico para el trabajo de sistemas autónomos, y parecía estar alquilando subrepticiamente, a través de terceros, un antiguo sitio de pruebas de Fiat Chrysler en Surprise, Arizona (originalmente Wittman). También en 2017, The New York Times sugirió que Apple había dejado de desarrollar su propio automóvil autónomo. En respuesta a tales informes, el CEO de Apple, Tim Cook, reconoció públicamente ese año que la compañía estaba trabajando en tecnología de autos autónomos.

### 2018
En enero de 2018, la compañía registró 27 vehículos autónomos en el Departamento de Vehículos Motorizados de California.
En mayo de 2018, un artículo en The New York Times informó sobre las principales noticias del proyecto. Después de que fracasaran los acuerdos de asociación propuestos con las marcas de gama alta de Alemania BMW y Mercedes-Benz, al igual que las posibles alianzas con Nissan, BYD Auto, McLaren Automotive y otros, Apple se asoció con Volkswagen para producir un servicio de transporte autónomo para empleados. Furgoneta basada en la plataforma de vehículos comerciales T6 Transporter. Los transportes T6 se transformarían en versiones eléctricas autónomas en la filial Italdesign de VW en Turín, Italia , con el cuadro, las ruedas y el chasis igual.
Si bien Apple hace todo lo posible para mantener en secreto sus planes de vehículos autónomos, las presentaciones reglamentarias brindan cierta información fáctica sobre sus actividades. En septiembre de 2018, Apple fue según se informa en el tercer lugar en el número de permisos de California vehículo autónomo con 70, detrás de GM's de crucero (175) y del alfabeto's Waymo (88).
El 7 de julio de 2018, un ex empleado de Apple fue arrestado por el FBI por presuntamente robar secretos comerciales sobre el proyecto de automóvil autónomo de Apple. Fue acusado por fiscales federales. La denuncia penal contra el ex empleado reveló que en ese momento, Apple todavía tenía que discutir abiertamente ninguna de sus investigaciones sobre conducción autónoma, con alrededor de 5.000 empleados revelados sobre el proyecto.
En agosto de 2018, Doug Field, ex vicepresidente senior de ingeniería de Tesla, se convirtió en el líder del equipo Titan de Apple.
El 24 de agosto de 2018, se informó que uno de los autos autónomos de Apple aparentemente había estado involucrado en un accidente, cuando fue chocado por detrás durante una prueba en la carretera. El accidente ocurrió mientras el automóvil estaba detenido, esperando incorporarse al tráfico a unas 3.5 millas de la sede de Apple en Cupertino, sin que se hayan reportado heridos. En ese momento, la BBC informó que Apple tenía 66 automóviles sin conductor registrados en la carretera, con 111 conductores registrados para operar esos automóviles.
En agosto de 2018, hubo informes sobre una patente de Apple de un sistema que advierte a los pasajeros con anticipación sobre lo que haría un automóvil autónomo, supuestamente para aliviar la incomodidad de la sorpresa.

### 2019
En enero de 2019, Apple despidió a más de 200 empleados de su equipo de vehículos autónomos "Proyecto Titán".
En junio de 2019, Apple adquirió la startup de vehículos autónomos Drive.ai.

### 2020
A principios de diciembre, Bloomberg informó que el líder de inteligencia artificial de Apple, John Giannandrea, está supervisando el desarrollo de Apple Car, ya que el anterior líder Bob Mansfield se ha retirado. Unas semanas más tarde, Reuters informó que Apple estaba trabajando hacia una posible fecha de lanzamiento de 2024, según dos informantes anónimos.

### 2021
El 8 de enero, el Korea Economic Daily informó que Hyundai estaba en conversaciones iniciales con Apple para desarrollar y producir conjuntamente automóviles eléctricos autónomos. Algunas semanas más tarde, a finales de enero, Apple anunció algunos cambios de ingeniería de nivel superior, lo que llevó a algunos observadores de Apple a especular si el "nuevo capítulo de Dan Riccio en Apple" podría indicar el liderazgo del proyecto Titan (o algo en conjunto no relacionados, como auriculares de realidad aumentada/ virtual o auriculares de lujo con cancelación de ruido). A principios de febrero, parecía que Apple estaba cerca de un acuerdo de 3,59 mil millones de dólares con Hyundai para utilizar su planta de fabricación de Kia Motors en West Point, Georgia para el automóvil, una máquina totalmente autónoma sin asiento del conductor. Sin embargo, en febrero de 2021, Hyundai y Kia confirmaron que no estaban en conversaciones con Apple para desarrollar un automóvil. Para dar más credibilidad a las aspiraciones automotrices de Apple, Business Insider Deutschland (Alemania) informó que Apple había contratado al vicepresidente de desarrollo de chasis de Porsche, el Dr. Manfred Harrer. Después de los rumores provenientes del Financial Times sobre Apple hablando con varias compañías automotrices japonesas sobre el proyecto Apple Car después del rumor de Hyundai-Kia, Nissan salió a Reuters diciendo que no está en ninguna de estas discusiones. La siguiente especulación de Apple Car fue que Apple estaba buscando proveedores de sensores de navegación LIDAR para su proyecto.

## Presuntos empleados y afiliados
- Jamie Carlson, ex ingeniero del programa de vehículos autónomos Autopilot de Tesla.  Después de dejar Tesla por Apple, dejó Apple para trabajar con el fabricante de automóviles chino NIO en su plataforma de conducción autónoma NIO Pilot. Más recientemente ha regresado a proyectos especiales de Apple.
- Megan McClain, ex ingeniera de Volkswagen AG con experiencia en conducción automatizada.
- Vinay Palakkode, investigador graduado de la Universidad Carnegie Mellon, un centro de investigación sobre conducción automatizada.
- Xianqiao Tong, un ingeniero que desarrolló software de visión por computadora para sistemas de asistencia al conductor en el fabricante de microchips Nvidia Corp NVDA.O.
- Paul Furgale, ex subdirector del Laboratorio de Sistemas Autónomos del Instituto Federal Suizo de Tecnología en Zúrich .
- Sanjai Massey, ingeniero con experiencia en el desarrollo de vehículos conectados y automatizados en Ford y varios proveedores.
- Stefan Weber, ex ingeniero de Bosch con experiencia en sistemas de asistencia al conductor basados en video.
- Lech Szumilas, ex científico investigador de Delphi con experiencia en visión por computadora y detección de objetos.
- Anup Vader, ex ingeniero térmico de sistemas autónomos de Caterpillar, que dejó Apple en abril de 2019 para unirse a la puesta en marcha de vehículos autónomos de Zoox.
- Doug Betts, ex líder de calidad global en Fiat Chrysler.
- Johann Jungwirth, ex director ejecutivo de Mercedes-Benz Research & Development, North America, Inc. -se fue a VW en noviembre de 2015.
- Mujeeb Ijaz, un ex ingeniero de Ford Motor Co., que fundó la división Venture Technologies de A123 Systems, que se centró en la investigación de materiales, el desarrollo de productos de celdas de baterías eléctricas y conceptos avanzados (que ayudó a reclutar de cuatro a cinco investigadores del personal de A123, una tecnología de baterías empresa).
- Nancy Sun, ex vicepresidenta de ingeniería eléctrica de la empresa de motocicletas eléctricas Mission Motors en San Francisco.
- Mark Sherwood, ex director de ingeniería de sistemas de propulsión en Mission Motors.
- Eyal Cohen, ex vicepresidente de software e ingeniería eléctrica en Mission Motors.
- Jonathan Cohen, ex director de Nvidia 's aprendizaje profundo de software. Nvidia utiliza el aprendizaje profundo en su plataforma Nvidia Drive PX, que se utiliza en los sistemas de asistencia al conductor.
- Chris Porritt: ex vicepresidente de ingeniería de vehículos de Tesla y ex ingeniero jefe de Aston Martin.
- Alex Hitzinger es un ingeniero alemán que hasta el 31 de marzo de 2016 fue Director Técnico del proyecto Porsche LMP1. Anteriormente trabajó como Jefe de Tecnologías Avanzadas para los equipos de Fórmula Uno Red Bull y Toro Rosso. En enero de 2019 se fue para dirigir el departamento técnico de vehículos comerciales de VW.
- Benjamin Lyon, experto en sensores, gerente y miembro fundador del equipo, que reportaba directamente a Doug Field, dejó Apple para ocupar un puesto de ingeniero jefe en la "puesta en marcha de satélites y espacio" Astra en febrero de 2021.